# Nima (Name)
Nima (auch: Niema oder Nyima; نيما; tib.: nyi ma) ist ein persischer männlicher Vorname, ein arabischer und hebräischer weiblicher Vorname sowie ein Bestandteil tibetischer Namen für beide Geschlechter.

## Herkunft und Bedeutung
Im Persischen bedeutet Nima „der Gerechte“. Im Persischen Dialekt Mazani bedeutet er Bogen. Der Name erlangte Beliebtheit, nachdem der berühmte zeitgenössische iranische Dichter Nima Yuschidsch diesen als Künstlername gewählt hat. Er gilt als Vater der modernen persischen Lyrik.
Im Hebräischen bedeutet Nima „Saite“.
Im Tibetischen bedeutet er „Sonne“, vergleiche Personennamen der Sherpa.

## Namenstage
- 2. Juni

## Bekannte Namensträger
- Nima Najafi-Hashemi (* 1982), deutscher Musiker
- Nimo (Nima Yaghobi) (* 1995), deutscher Rapper
- Nima Arkani-Hamed (* 1972), Teilchenphysiker und Stringtheoretiker, Professor an der Harvard University
- Nima Youschidsch (1897–1960) (persisch: نيما يوشيج), persischer Dichter

- Ang Nyima (1931–1986), nepalesischer Bergsteiger aus dem Volk der Sherpa
- Gedhun Choekyi Nyima (* 1989), der aktuelle Panchen Lama Tibets